# Bercy (metrostation)
Bercy is een station van de metro in Parijs langs metrolijnen 6 en 14 in het 12e arrondissement. Het station ligt onder het kruispunt van de Rue Bercy en de Boulevard Bercy.
Het station is genoemd naar de nabijgelegen Rue en Boulevard Bercy. Het toponiem Bercy vindt men reeds terug in een charter van Lodewijk VI van Frankrijk uit 1143 als insula de Bercilliis. In 1860 werd Bercy ingelijfd door Parijs.

## Geschiedenis
Het station werd geopend op 1 maart 1909 bij de opening van metrolijn 6 tussen station Place d'Italie en station Nation.
Op 15 oktober 1998 werd metrolijn 14 geopend, met een halte in station Bercy.
Nadat Frankrijk op het wereldkampioenschap voetbal 2018 kampioen werd is het metrostation Bercy tijdelijk hernoemd naar Bercy les Bleus.

## Aansluitingen
- RATP-busnetwerk: twee lijnen
- Noctilien: drie lijnen

## In de omgeving
- AccorHotels Arena
- Ministerie van Economie, Financiën en Industrie
- Parc de Bercy
- Gare de Bercy

Charles de Gaulle - Étoile · Kléber · Boissière · Trocadéro · Passy · Bir-Hakeim · Dupleix · La Motte-Picquet - Grenelle · Cambronne · Sèvres - Lecourbe · Pasteur · Montparnasse - Bienvenüe · Edgar Quinet · Raspail · Denfert-Rochereau · Saint-Jacques · Glacière · Corvisart · Place d'Italie · Nationale · Chevaleret · Quai de la Gare · Bercy · Dugommier · Daumesnil · Bel-Air · Picpus · Nation
Saint-Denis Pleyel · 
Mairie de Saint-Ouen · 
Saint-Ouen · 
Porte de Clichy · 
Pont Cardinet · 
Saint-Lazare · 
Madeleine · 
Pyramides · 
Châtelet · 
Gare de Lyon · 
Bercy · 
Cour Saint-Émilion · 
Bibliothèque François Mitterrand · 
Olympiades · 
Maison Blanche · 
Hôpital Bicêtre · 
Villejuif - Gustave Roussy · 
L'Haÿ-les-Roses · 
Chevilly-Larue · 
Thiais - Orly · 
Aéroport d'Orly